# Diego de Aguilar

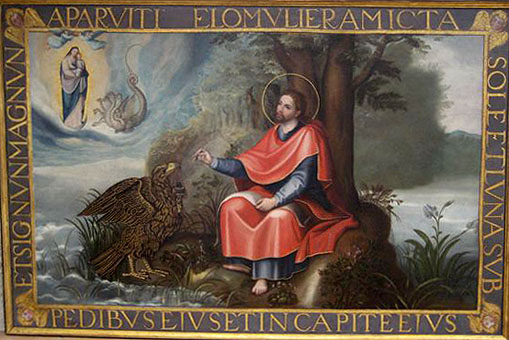
San Juan Evangelista en Patmos, pintura sobre tabla de 37 x 25 cm., interior de la puerta de un retablo, Toledo, convento de madres dominicas de Santa Isabel la Real.

Diego de Aguilar (muerto en 1624) fue un pintor español activo en Toledo en el primer cuarto del siglo XVII.

## Biografía
Diego de Aguilar el joven fue hijo de un modesto pintor homónimo, a quien se documenta desde 1558 al servicio de la catedral de Toledo en tareas menores de carácter decorativo, tales como la iluminación de libros o el dorado de rejas y cirios, además de actuar como tasador en nombre de la catedral en diversas ocasiones, entre ellas en la tasación del marco del Expolio del Greco en 1587.
Formado, sin duda, en el taller paterno, Diego de Aguilar es artista arcaizante, próximo a Juan Sánchez Cotán en la «evocación de una atmósfera de primitivo», que en él se refuerza por la utilización de oros en vestiduras y accesorios decorativos.

### Testamento
En su testamento, fechado el 8 de enero de 1624, menciona como suyos los retablos de la parroquial de Méntrida, por el que aún le restaban cobrar 1.200 ducados, cantidad estimable, y Magán, ambos desaparecidos, además de sendos retablos dedicados a San Juan Evangelista en los conventos toledanos de la Concepción Francisca y Santa Clara. El primero, formado por las pinturas de San Juan Evangelista, San Juan y la Mujer del Apocalipsis, Santiago peregrino y San Juan y la Jerusalén celeste, permite reconocer su estilo caracterizado por la utilización de figuras esbeltas y rígidas, de rostros agudos, junto al gusto por los pormenores de naturaleza muerta, plantas y pájaros, recordando en cierta manera a Sánchez Cotán. Iguales rasgos se encuentran en el San Juan Evangelista en Patmos del convento de Santa Clara, con la figura recortada de Santa Apolonia en pie en la parte inferior, donde lo más llamativo es el abundante uso del oro, «que hace del cuadro como una miniatura ampliada».

## Un homónimo segoviano
Aún se conoce otro Diego de Aguilar, pintor activo en la diócesis de Segovia, de quien existen noticias desde 1567, año en el que firmó el contrato de la pintura del retablo del Rosario de Castiltierra, hasta su muerte a fines de 1584 o principios de 1585. Su taller será en la segunda mitad del siglo XVI uno de los más activos de Segovia. Gozando de una posición económica acomodada, debió de participar también en el comercio de arte a juzgar por el concierto que firmó en 1575 con Juan de Salazar, por el que este se obligaba a pintar para Aguilar todo tipo de composiciones a un precio fijo, en razón del número de figuras. De su obra, muy abundante según la documentación, solo se han conservado las tablas de los retablos mayores de Cabezuela, desmembrado, y Navares de las Cuevas, así como una recientemente recuperada pintura mural de la Circuncisión en la iglesia de San Millán de Segovia, en todas las cuales se ponen de manifiesto los rasgos manieristas de su pintura, próxima a lo toledano. 
A partir de ese pequeño número de obras documentadas se le han atribuido otras muchas distribuidas por la provincia de Segovia, como pueden ser las cinco tablas incorporadas al retablo renacentista de la iglesia de Santiago Apóstol de Anaya, o el retablo de la capilla del palacio episcopal, procedente de la iglesia de San Marcos de la misma Segovia.